# Madre Terra (singolo Tazenda)
Madre Terra è un singolo dei Tazenda in collaborazione con Francesco Renga, pubblicato il 20 maggio 2008 come primo estratto dall'omonimo album della band.

## Video musicale
Il video ufficiale del brano, diretto da Laura Chissone e prodotto da Radiorama, vede alternarsi scene dove i Tazenda e Renga cantano il brano in vari spazi aperti ad altre dove vengono mostrate immagini tratte da ogni angolo dalla Terra.

## Classifiche
| Classifica (2008) | Posizione massima |
| ----------------- | ----------------- |
| Italia            | 28                |